# Basiothia indricus
Basiothia indricus är en fjärilsart som beskrevs av Walker 1856. Basiothia indricus ingår i släktet Basiothia och familjen svärmare. Inga underarter finns listade i Catalogue of Life.